# Homelix cribratipennis
Homelix cribratipennis là một loài bọ cánh cứng trong họ Cerambycidae.